# 1648 a tudományban
Az 1648. év a tudományban és a technikában.

## Írás
- Zaja Pandit kifejleszti a Tod bicsig írást.

## Halálozások
- szeptember 1. – Marin Mersenne matematikus (* 1588)